# Chiesa di Santa Maria Assunta (Scandiano, Ventoso)
La chiesa di Santa Maria Assunta è un edificio di culto cattolico situato a Ventoso, frazione del comune di Scandiano, in provincia di Reggio Emilia e diocesi di Reggio Emilia-Guastalla; fa parte del vicariato della Valle del Secchia. Essa possiede una chiesa sussidiaria, ovvero la Chiesa di San Carlo Borromeo nella frazione di Ca de' Caroli. Questa è raggiungibile seguendo la strada che porta al Monte delle Tre Croci.

## Storia
Poco distante dal castello di Torricella, la chiesa è dedicata a Maria Assunta e risale all'anno 912. Essa è nominata infatti in un atto di Berengario del Friuli. L'attuale edificio e la torre campanaria risalgono alla prima metà del secolo XVII. L'edificio viene ampliato nella prima metà del XVII secolo, mentre una seconda trasformazione risale alla prima metà del secolo successivo, quando assunse la forma attuale. Nel secondo dopoguerra la chiesa è stata privata di buona parte degli elementi decorativi.

## Architettura
Il complesso di Santa Maria Assunta sorge sulle prime colline di Scandiano. La facciata delle chiesa è tripartita, con un rosone in pietra e due finestre lobate. L'interno è costituito da una sola navata con tre altari. L'interno della chiesa presenta una pianta longitudinale a tre navate, con sei cappelle laterali, di cui due ornate da rilevati plastici ed altari. Fanno parte del complesso edilizio anche la torre campanaria con finestre bifore, la sagrestia, la canonica e un piccolo cimitero ottocentesco.

## Galleria d'immagini

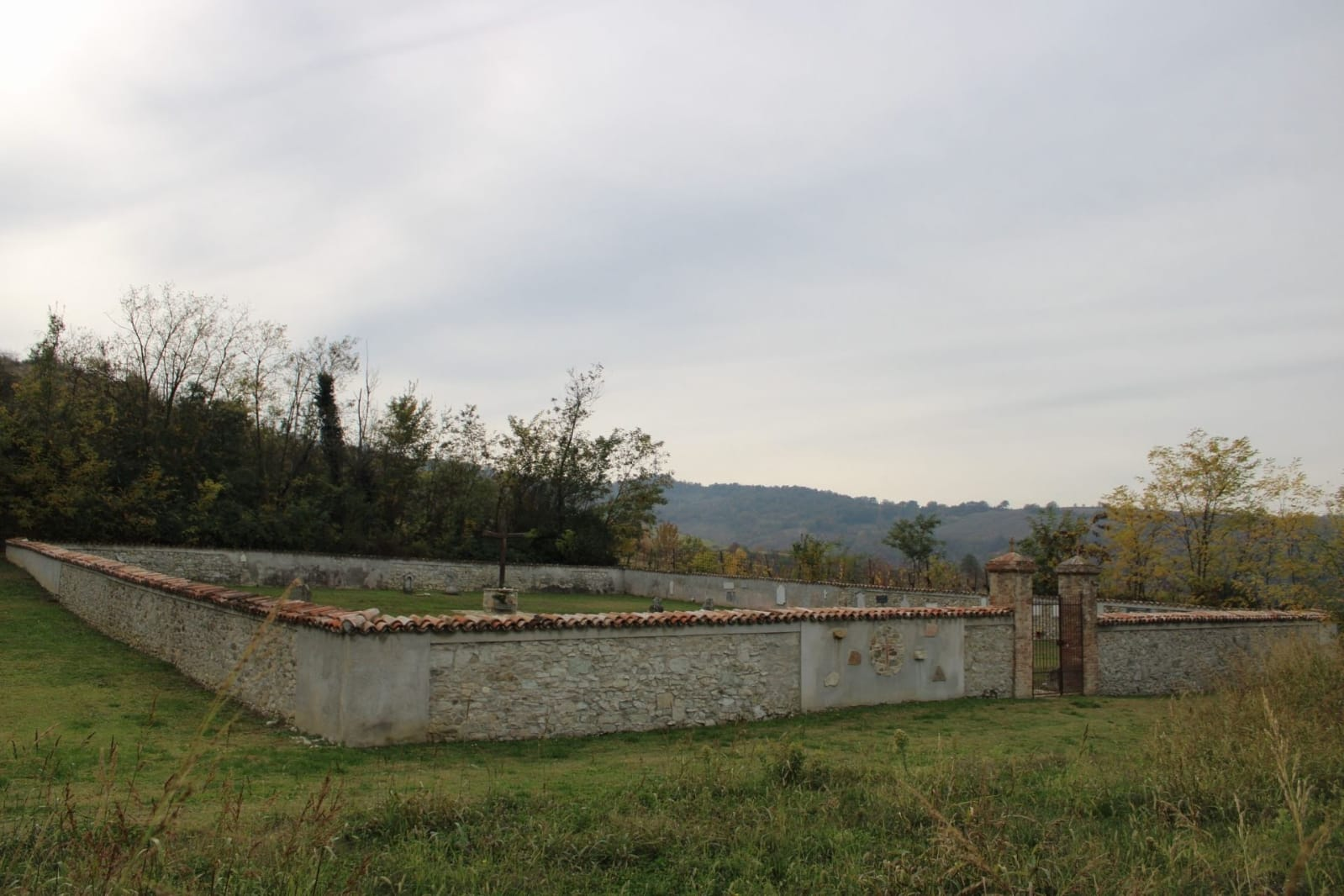
Il cimitero accanto alla chiesa.
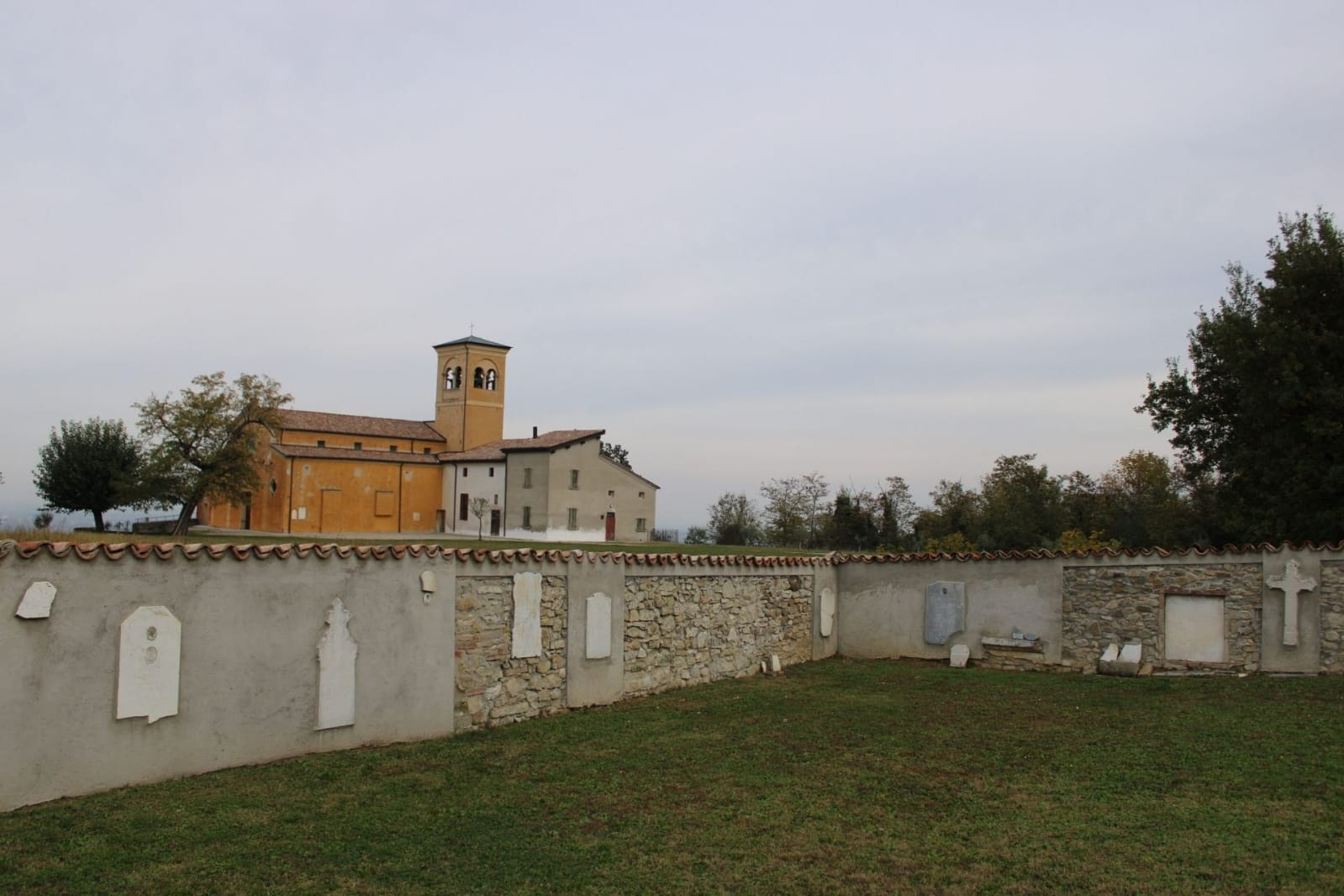
La chiesa dall'interno del cimitero.
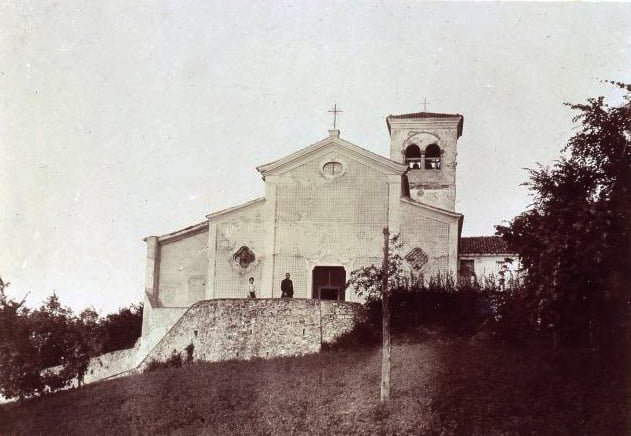
La chiesa in una foto dei primi del Novecento.